# Cosmiomorphomima arrowi
Cosmiomorphomima arrowi är en skalbaggsart som beskrevs av Renaud Maurice Adrien Paulian 1960. Cosmiomorphomima arrowi ingår i släktet Cosmiomorphomima och familjen Cetoniidae. Inga underarter finns listade i Catalogue of Life.